# 松永成立
松永 成立（まつなが しげたつ、1962年8月12日 - ）は、静岡県浜松市出身の元プロサッカー選手、サッカー指導者。現役時代のポジションはゴールキーパー。元日本代表。

## 来歴

### 学生時代
静岡県浜松市で運送業を営む家庭の三人兄弟の末っ子として生まれる。当時の浜松地区はサッカーよりも野球の方が盛んであり、松永も浜松市立飯田小学校時代に入学すると野球チームに所属していた。しかし監督と対立して退部すると小学6年生からはサッカー少年団に加入し、本格的にサッカーへの道へと進んだ。なお、当時から長身であったこともあり、ゴールキーパーを務めるようになった。中学校は浜松市立東部中学校へ進学。ここでもゴールキーパーを務め3年次には静岡県大会決勝まで駒を進めたが、準優勝に終わった。
高校は地元の静岡県立浜名高等学校へ進学。3年次の1980年に国民体育大会優勝を経験、高校サッカー選手権静岡県予選では決勝に進出するが、静岡県立清水東高等学校に0-2で敗れた。
卒業後は愛知学院大学へ進学。1年次から正GKの座を掴むと境田雅章らと共に1982年の総理大臣杯全日本大学サッカートーナメント準優勝に貢献。2年次には全日本大学選抜に選出され、同年の日韓学生定期戦に出場した。1985年にはユニバーシアード代表として勝矢寿延らと共にユニバーシアード神戸大会に出場した。

### 選手時代
大学卒業後の1985年に日本サッカーリーグ1部の日産自動車サッカー部へ加入。正GKの座を掴むと同年の天皇杯優勝に貢献。その後も木村和司、水沼貴史、オスカーらと共に1988-89、1989-90シーズンの2年連続三冠制覇に貢献するなど数多くのタイトルを獲得した。
日本代表としては、1987年のソウルオリンピックサッカー競技アジア予選で代表初招集。翌1989年の1990 FIFAワールドカップ予選では正GKとして全試合に出場した。その後、森下申一に正GKの座を譲るが、1992年にハンス・オフトが代表監督に就任すると再び正GKに定着。同年のダイナスティカップ、AFCアジアカップ優勝に貢献した。
翌1993年の1994 FIFAワールドカップ予選でも引き続き正GKを務め、カタールで行われた最終予選では第4戦の韓国戦では好セーブを見せ勝利に貢献し、マン・オブ・ザ・マッチを獲得。ドーハの悲劇もあってワールドカップ出場は成らなかったものの、最終予選終了後はベスト11に選出された。
その後、1994年にパウロ・ロベルト・ファルカンが監督に就任すると代表から外れるが、1995年に加茂周監督に代わると代表復帰。この年に代表から退くまで国際Aマッチ40試合に出場した。
日産自動車の後継である横浜マリノスで不動の守護神として活躍を続け、井原正巳らと共に堅固な守備陣を形成していた。1993年、Jリーグの開幕戦となったヴェルディ川崎戦にも先発出場、同年7月17日にはＪリーグオールスターサッカーに先発出場した。1995年シーズン途中に監督のホルヘ・ソラリやヘッドコーチ早野宏史が若手の川口能活を正GKに抜擢すると出場機会を失うことになった。この起用を巡ってソラリ及び早野と衝突し、下位リーグであるジャパンフットボールリーグの鳥栖フューチャーズへ移籍した。松田直樹によるとミーティングは一触即発のムードで、新人だった松田は息を呑んで見守ったという。(『闘争人』P67）
1997年にジャパンフットボールリーグのブランメル仙台、同年8月に京都パープルサンガと渡り歩き、2000年に現役を引退した。松永は15年の選手生活において日本サッカーリーグ通算145試合、Jリーグ通算159試合に出場した。同年12月11日に開催されたJリーグアウォーズにおいてJリーグ功労選手として表彰された。

### 引退後
引退後は指導者の道へ進み、最終所属チームの京都のGKコーチに就任。2007年からは古巣の横浜F・マリノスのGKコーチに就任。2025年5月30日、辞任を発表。退任の理由はクラブ、本人ともに明かしていないが、方向性の違いや健康上の問題ではないとしている。

## 人物
シュートに対する反応の速さと基本的な技術の高さを生かした守備範囲の広さが特徴。大学時代から才能を高く評価され「将来の日本代表入り」を期待されていたが 若い頃はクロスボールの処理を誤りピンチを招くことも多かったという。
後にGKとしての安定感を得ると旺盛な闘争心で日本を代表するGKとなった。また足元の技術にも優れ、ペナルティエリアを飛び出してリベロ的役割をこなすこともあった。

## エピソード
- 1995年に特注で当時着用していたユニフォームの色違い（シルバーベース）を発注したが、完成前に鳥栖フューチャーズへ移籍する事になってしまい、結局松永が着用する事は無かった。
  - なお、そのユニフォームを着てリーグ戦に臨んだ川口能活は2失点を喫した上に、PAで相手を倒したことによるレッドカードで退場し、チームは0-3で敗れた。
- 日産、マリノスの看板選手同士である井原正巳とは無二の親友である。
- Jリーグ開幕時からの連続出場が最も長い選手であり、1994年9月3日のジェフ市原戦でパベルへのファウルで退場処分となるまで64試合6089分連続出場を続けてきた（なお、GK以外のフィールドプレーヤーでは堀池巧の61試合連続出場が最多）。
- 京都パープルサンガ在籍中の1999年4月7日、ナビスコカップの1回戦（対モンテディオ山形の第1戦）で、松永が自陣のペナルティエリア内から蹴ったクリアボールが追い風に乗り、相手キーパーの鈴木克美の手前で大きくバウンドしたあと頭上を越えてそのまま相手ゴールに入って得点となった[10]。このプレイにより、松永はJリーガーでは史上2人目の得点を決めたゴールキーパーとなった（カップ戦では初。1996年11月9日に、Jリーグで初めて得点を決めたゴールキーパーである浦和の田北雄気はPKでの得点であったので、PK以外でのゴールキーパーの得点は松永が初となる）。後年、フジテレビのテレビ番組「トリビアの泉」でこの件についてインタビュー取材を受けた際に、松永は「ああ入っちゃったんだなぐらいしか思わなかった」「別に狙って蹴った訳ではないんで、自分としてはそんなに嬉しいっていうようなものはなかった」と言っており、「特殊なポジションであるゴールキーパーがゴールキーパーにゴールを決められるのは計り知れないほどショックだったと思う」「もし、自分が鈴木選手の立場だったら立ち直れない。キーパー生命の終わりだ」とも発言している[10]。
- 中学まで野球部だったが、当時の浜名高校野球部は弱小であり、サッカー部は当時静岡県下でも1,2を争う名門チームであったため、後者を選んだ。なお野球部は2003年春に選抜出場を果たしている。
- 週刊少年マガジンにて、塀内夏子によって半生を漫画化された[いつ?]。
- 実家は、浜松市内で運送業「丸松急行」と観光バス事業「ラビット急行」を経営している[要出典]。

## 所属クラブ
- 1978年 - 1980年 静岡県立浜名高等学校
- 1981年 - 1984年 愛知学院大学
- 1985年 - 1991年 日産自動車
- 1992年 - 1995年 横浜マリノス
- 1995年 - 1996年 鳥栖フューチャーズ
- 1997年 - 同年8月 ブランメル仙台
- 1997年8月 - 2000年 京都パープルサンガ

## 個人成績
| 国内大会個人成績 | 国内大会個人成績 | 国内大会個人成績 | 国内大会個人成績 | 国内大会個人成績 | 国内大会個人成績          | 国内大会個人成績 | 国内大会個人成績 | 国内大会個人成績 | 国内大会個人成績 | 国内大会個人成績 | 国内大会個人成績 |
| 年度             | クラブ           | 背番号           | リーグ           | リーグ戦         | リーグ戦                  | リーグ杯         | リーグ杯         | オープン杯       | オープン杯       | 期間通算         | 期間通算         |
| 年度             | クラブ           | 背番号           | リーグ           | 出場             | 得点                      | 出場             | 得点             | 出場             | 得点             | 出場             | 得点             |
| 日本             | 日本             | 日本             | 日本             | リーグ戦         | リーグ戦                  | JSL杯/ナビスコ杯 | JSL杯/ナビスコ杯 | 天皇杯           | 天皇杯           | 期間通算         | 期間通算         |
| ---------------- | ---------------- | ---------------- | ---------------- | ---------------- | ------------------------- | ---------------- | ---------------- | ---------------- | ---------------- | ---------------- | ---------------- |
| 1985             | 日産             | 30               | JSL1部           | 15               | 0                         |                  |                  |                  |                  |                  |                  |
| 1986-87          | 日産             | 30               | JSL1部           | 22               | 0                         |                  |                  |                  |                  |                  |                  |
| 1987-88          | 日産             | 30               | JSL1部           | 22               | 0                         | 1                | 0                |                  |                  |                  |                  |
| 1988-89          | 日産             | 30               | JSL1部           | 21               | 0                         | 5                | 0                |                  |                  |                  |                  |
| 1989-90          | 日産             | 1                | JSL1部           | 22               | 0                         | 4                | 0                |                  |                  |                  |                  |
| 1990-91          | 日産             | 1                | JSL1部           | 22               | 0                         | 4                | 0                |                  |                  |                  |                  |
| 1991-92          | 日産             | 1                | JSL1部           | 21               | 0                         | 3                | 0                |                  |                  |                  |                  |
| 1992             | 横浜M            | -                | J                | -                | -                         | 9                | 0                | 5                | 0                | 14               | 0                |
| 1993             | 横浜M            | -                | J                | 36               | 0                         | 0                | 0                | 4                | 0                | 40               | 0                |
| 1994             | 横浜M            | -                | J                | 43               | 0                         | 3                | 0                | 4                | 0                | 50               | 0                |
| 1995             | 横浜M            | -                | J                | 10               | 0                         | -                | -                | -                | -                | 10               | 0                |
| 1995             | 鳥栖F            | 31               | 旧JFL            | 24               | 0                         | -                | -                | 1                | 0                | 25               | 0                |
| 1996             | 鳥栖F            | 33               | 旧JFL            | 30               | 0                         | -                | -                | 3                | 0                | 33               | 0                |
| 1997             | B仙台            | 35               | 旧JFL            | 15               | 0                         | 6                | 0                | 0                | 0                | 21               | 0                |
| 1997             | 京都             | 34               | J                | 6                | 0                         | 0                | 0                | -                | -                | 6                | 0                |
| 1998             | 京都             | 1                | J                | 34               | 0                         | 4                | 0                | 2                | 0                | 40               | 0                |
| 1999             | 京都             | 1                | J1               | 30               | 0                         | 3                | 1                | 2                | 0                | 35               | 1                |
| 2000             | 京都             | 1                | J1               | 15               | 0                         | 0                | 0                | 0                | 0                | 15               | 0                |
| 通算             | 日本             | 日本             | J1               | 174              | 0\|\|\|\|\|\|\|\|\|\|\|\| |                  |                  |                  |                  |                  |                  |
| 通算             | 日本             | 日本             | JSL1部           | 125              | 0\|\|\|\|\|\|\|\|\|\|\|\| |                  |                  |                  |                  |                  |                  |
| 通算             | 日本             | 日本             | 旧JFL            | 69               | 0\|\|\|\|\|\|\|\|\|\|\|\| |                  |                  |                  |                  |                  |                  |
| 総通算           | 総通算           | 総通算           | 総通算           | 368              | 0\|\|\|\|\|\|\|\|\|\|\|\| |                  |                  |                  |                  |                  |                  |

・JSLオールスターサッカー　3回出場（1988年、1989年、1991年）
- Jリーグオールスターサッカー 2回出場 (1993年、1994年)

その他の公式戦
- 1990年
  - コニカカップ 6試合0得点
- 1991年
  - コニカカップ 7試合0得点
- 1992年
  - ゼロックス・チャンピオンズ・カップ 1試合0得点

## 代表歴

### 試合数
- 国際Aマッチ 40試合 0得点(1988年 - 1995年)[1]

| 日本代表 | 国際Aマッチ | 国際Aマッチ |
| 年       | 出場        | 得点        |
| -------- | ----------- | ----------- |
| 1988     | 1           | 0           |
| 1989     | 9           | 0           |
| 1990     | 0           | 0           |
| 1991     | 1           | 0           |
| 1992     | 9           | 0           |
| 1993     | 14          | 0           |
| 1994     | 0           | 0           |
| 1995     | 6           | 0           |
| 通算     | 40          | 0           |

### 出場
| No. | 開催日         | 開催都市     | スタジアム                         | 対戦相手         | 結果        | 監督           | 大会                         |
| --- | -------------- | ------------ | ---------------------------------- | ---------------- | ----------- | -------------- | ---------------------------- |
| 1.  | 1988年10月26日 | 東京都       | 国立霞ヶ丘競技場陸上競技場         | 韓国             | ●0-1        | 横山謙三       | 日韓定期戦                   |
| 2.  | 1989年01月20日 | テヘラン     |                                    | イラン           | △2-2        | 横山謙三       | 国際親善試合                 |
| 3.  | 1989年05月05日 | ソウル       |                                    | 韓国             | ●0-1        | 横山謙三       | 日韓定期戦                   |
| 4.  | 1989年05月10日 | 東京都       | 国立西が丘サッカー場               | 中華人民共和国   | △2-2        | 横山謙三       | 国際親善試合                 |
| 5.  | 1989年05月22日 | 香港         |                                    | 香港             | △0-0        | 横山謙三       | ワールドカップ予選           |
| 6.  | 1989年05月28日 | インドネシア |                                    | インドネシア     | △0-0        | 横山謙三       | ワールドカップ予選           |
| 7.  | 1989年06月04日 | 東京都       | 国立霞ヶ丘競技場陸上競技場         | 北朝鮮           | ○2-1        | 横山謙三       | ワールドカップ予選           |
| 8.  | 1989年06月11日 | 東京都       | 国立西が丘サッカー場               | インドネシア     | ○5-0        | 横山謙三       | ワールドカップ予選           |
| 9.  | 1989年06月18日 | 愛知県       | 神戸総合運動公園ユニバー記念競技場 | 香港             | △0-0        | 横山謙三       | ワールドカップ予選           |
| 10. | 1989年06月25日 | 平壌         |                                    | 北朝鮮           | ●0-2        | 横山謙三       | ワールドカップ予選           |
| 11. | 1991年07月27日 | 長崎県       | 長崎県立総合運動公園陸上競技場     | 韓国             | ●0-1        | 横山謙三       | 日韓定期戦                   |
| 12. | 1992年05月31日 | 東京都       | 国立霞ヶ丘競技場陸上競技場         | アルゼンチン     | ●0-1        | ハンス・オフト | キリンカップ                 |
| 13. | 1992年08月22日 | 北京         |                                    | 韓国             | △0-0        | ハンス・オフト | ダイナスティカップ           |
| 14. | 1992年08月24日 | 北京         |                                    | 中華人民共和国   | ○2-0        | ハンス・オフト | ダイナスティカップ           |
| 15. | 1992年08月26日 | 北京         |                                    | 北朝鮮           | ○4-1        | ハンス・オフト | ダイナスティカップ           |
| 16. | 1992年08月29日 | 北京         |                                    | 韓国             | △2-2(PK4-2) | ハンス・オフト | ダイナスティカップ           |
| 17. | 1992年10月30日 | 広島県       | 広島県立びんご運動公園陸上競技場   | アラブ首長国連邦 | △0-0        | ハンス・オフト | アジアカップ                 |
| 18. | 1992年11月01日 | 広島県       | 広島広域公園陸上競技場             | 北朝鮮           | △1-1        | ハンス・オフト | アジアカップ                 |
| 19. | 1992年11月03日 | 広島県       | 広島広域公園陸上競技場             | イラン           | ○1-0        | ハンス・オフト | アジアカップ                 |
| 20. | 1992年11月06日 | 広島県       | 広島県総合グランドメインスタジアム | 中華人民共和国   | ○3-2        | ハンス・オフト | アジアカップ                 |
| 21. | 1993年04月08日 | 愛知県       | 神戸総合運動公園ユニバー記念競技場 | タイ             | ○1-0        | ハンス・オフト | ワールドカップ予選           |
| 22. | 1993年04月11日 | 東京都       | 国立霞ヶ丘競技場陸上競技場         | バングラデシュ   | ○8-0        | ハンス・オフト | ワールドカップ予選           |
| 23. | 1993年04月15日 | 東京都       | 国立霞ヶ丘競技場陸上競技場         | スリランカ       | ○5-0        | ハンス・オフト | ワールドカップ予選           |
| 24. | 1993年04月18日 | 東京都       | 国立霞ヶ丘競技場陸上競技場         | アラブ首長国連邦 | ○2-0        | ハンス・オフト | ワールドカップ予選           |
| 25. | 1993年04月28日 | ドバイ       |                                    | タイ             | ○1-0        | ハンス・オフト | ワールドカップ予選           |
| 26. | 1993年04月30日 | ドバイ       |                                    | バングラデシュ   | ○4-1        | ハンス・オフト | ワールドカップ予選           |
| 27. | 1993年05月05日 | ドバイ       |                                    | スリランカ       | ○6-0        | ハンス・オフト | ワールドカップ予選           |
| 28. | 1993年05月07日 | アル・アイン |                                    | アラブ首長国連邦 | △1-1        | ハンス・オフト | ワールドカップ予選           |
| 29. | 1993年10月04日 | 東京都       | 国立霞ヶ丘競技場陸上競技場         | コートジボワール | ○1-0(延長)  | ハンス・オフト | アフロ・アジア選手権         |
| 30. | 1993年10月15日 | ドーハ       |                                    | サウジアラビア   | △0-0        | ハンス・オフト | ワールドカップ予選           |
| 31. | 1993年10月18日 | ドーハ       |                                    | イラン           | ●1-2        | ハンス・オフト | ワールドカップ予選           |
| 32. | 1993年10月21日 | ドーハ       |                                    | 北朝鮮           | ○3-0        | ハンス・オフト | ワールドカップ予選           |
| 33. | 1993年10月25日 | ドーハ       |                                    | 韓国             | ○1-0        | ハンス・オフト | ワールドカップ予選           |
| 34. | 1993年10月28日 | ドーハ       |                                    | イラク           | △2-2        | ハンス・オフト | ワールドカップ予選           |
| 35. | 1995年01月06日 | リヤド       |                                    | ナイジェリア     | ●0-3        | 加茂周         | インターコンチネンタル選手権 |
| 36. | 1995年01月08日 | リヤド       |                                    | アルゼンチン     | ●1-5        | 加茂周         | インターコンチネンタル選手権 |
| 37. | 1995年02月15日 | シドニー     |                                    | オーストラリア   | ●1-2        | 加茂周         | 国際親善試合                 |
| 38. | 1995年02月21日 | 香港         |                                    | 韓国             | △1-1        | 加茂周         | ダイナスティカップ           |
| 39. | 1995年02月23日 | 香港         |                                    | 中華人民共和国   | ○2-1        | 加茂周         | ダイナスティカップ           |
| 40. | 1995年02月26日 | 香港         |                                    | 韓国             | △2-2(PK5-3) | 加茂周         | ダイナスティカップ           |

## タイトル

### クラブ
静岡県立浜名高等学校
- 国民体育大会 : (1980年)

日産自動車サッカー部
- 日本サッカーリーグ1部 : 2回 (1988年/89年、1989年/90年)
- 天皇杯 : 4回 (1985年、1988年、1989年、1991年)
- JSLカップ：3回 (1988年、1989年、1990年)
- アジアカップウィナーズカップ：1回 (1991-92年)

### 個人
- 1993年 Jリーグベストイレブン
- 2000年 Jリーグ功労選手賞

## 指導歴
- 2001年 - 2006年 京都パープルサンガ GKコーチ
- 2007年 - 2025年5月 横浜F・マリノス GKコーチ

## 著書
- 『ゴールキーパー専門講座』（2010年10月、東邦出版）ISBN 978-4809408939
- 『ゴールキーパー「超」専門講座』（2019年6月、東邦出版）ISBN 978-4809416736